# Етолійська війна
Етолійська війна — військовий конфлікт 192—189 рр. до н. е. між Етолійським союзом та римлянами. Був частиною більш масштабного протистояння двох коаліцій на елліністичних теренах, відомого як Сирійська (або Римо-селевкідська) війна.

## Початок конфлікту

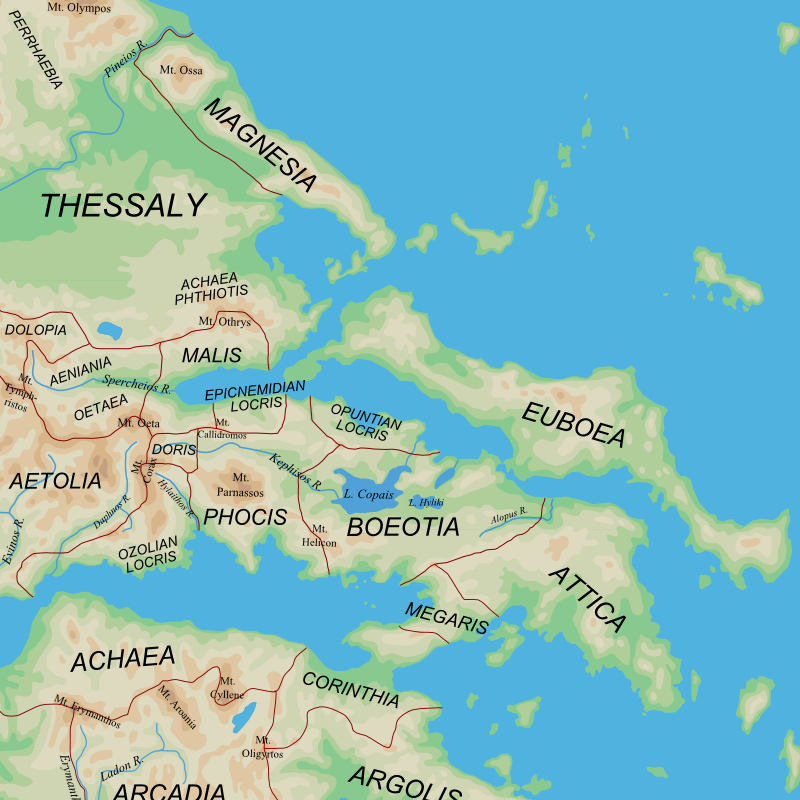
Карта центрально-східної Греції. Зокрема, позначені Маліда (MALIS), у якій розташовувались Гераклея Трахінська та Ламія, і Озольська Локрида (OZOLIAN LOCRIS), на сході якої знаходилась Амфісса

Наприкінці 190-х рр. до н. е. етолійці, котрі приписували собі головні досягнення у Другій Македонській війні і водночас були незадоволені своїми надбаннями в ній, почали підбурювати сирійського царя Антіоха III до вторгнення на Балканський піострів. Останній прихильно поставився до цієї пропозиції та осінню 192 р. до н. е. перетнув Егейське море.
Ще до прибуття Антіоха етолійці спробували поставити під свій контроль кілька важливих пунктів. Так, вони хитрістю ввели певну кількість кінноти до фессалійського міста Деметріада та оволоділи ним. Водночас, спроба застати зненацька мешканців Халкіди (найбільшого міста острова Евбея) виявилась невдалою. Нарешті, ще гірше завершилась операція у Лакедемоні, де етолійці замислили зрадницьки вбити тирана Набіса, котрий вів війну з Ахейським союзом. Тиран, який вже раніше отримав певну кількість етолійських найманців, зазнав важкої поразки у битві з ахейцями та потребував підкріплення. Втім, спрямована сюди додаткова тисяча етолійців мала інше таємне завдання. Обравши слушну нагоду, її командир Алексамен організував вбивство Набіса, після чого захопив його палац. Проте етолійці не звернулись до мешканців Спарти за підтримкою, котру цілком могли б отримати на тлі попередніх злочинів тирана. Вони розсипались по місту та зайнялись грабунками, допоки спартанці не зорганізувались та не почали їх винищувати. Частина етолійців втекла до Аркадії, де була переловлена та продана до рабства.

## Дії етолійців у 191р. до н.е
Після того як на Балкани прибув Антіох ІІІ певний час боротьба тут протікала в межах головної лінії Римо-селевкідської війни. Авантюрна експедиція сирійського царя з малими силами завершилась розгромом у 191 р. до н. е. при Фермопілах, після чого центр бойових дій був перенесений до Малої Азії. В Європі ж спротив римській коаліції продовжували чинити етолійці, котрі значно поступались ворогу — лише консул Маній Ацілій привів у 191 р. до н. е. на Балкани 20 тисяч піхоти, 2 тисячі вершників та 15 слонів, не рахуючи загону Марка Бебія, котрий перебував тут ще з минулого року.
Неподалік від Фермопіл знаходились два підконтрольні Етолійському союзу міста — Ламія та Гераклея Трахінська, причому в останній засів доволі значний загін із чотирьох тисяч бійців. Під час фермопільської битви частина з них охороняла висоти, через які могли здійснити обхідний маневр римляни, тоді як інші вчинили зухвалий, хоча й невдалий, напад прямо на римський табір. Саме успіх у скиненні етолійців із однієї з трьох висот став вирішальним фактором в перемозі над Антіохом, після відступу якого Маній Ацилій вирішив зайнятись Гераклеєю. Після короткої підготовки римляни почали штурм Гераклеї, важкі бої за яку тривали близько місяця та в підсумку завершились успішно для нападників.
Тим часом союзний римлянам македонський цар Філіпп V займався облогою Ламії, розташованої за кілька кілометрів північніше. День і ніч македоняни вели облогові роботи, проте не надто успішно, оскільки місто стояло на пагорбі та не могло бути здобуте за допомогою наземних споруд, таких як насипи або пересувні навіси. Доводилось вести підкопи, проте при цьому часто натикались на породу, котру не могли подолати залізні заступи. У підсумку, коли Гераклея пала, від Манія Ацилія прибув до македонського царя вісник з вимогою відійти від міста, котре, як винагороду за важку боротьбу з етолійціями, римляни бажали взяти самі. Філіпп V, котрий лише за шість років до того програв Риму Другу Македонську війну та тепер відігравав другорядну роль, підкорився.
Втім, самі римляни не взялись одразу за Ламію, а вирішили, не гаючи часу, завдати удару по власне Етолії (і Гераклея, і Ламія знаходились на схід від неї у невеличкій історичній області Маліда). Військо Манія Ацилія рушило на захід до Навпакту (північне узбережжя Коринфської затоки), куди збиралось багато етолійців. Перехід відбувався через важкожоступну гірську місцевість, багато в'ючних тварин попадали у провалля, воїни вибились із сил. Втім, спантеличений попередніми подіями ворог не спромігся навіть виставити заслон на цьому зручному для оборони напрямку та виявився обложенимм у Навпакті.
Облога затягнулась на два місяці та потребувала від римлян великих зусиль, проте становище  Навпакту ставало все більш загрозливим. Тим часом сюди прибув Тит Квінкцій, котрий колись в союзі з етолійцями воював із Філіппом V (та здобув вирішальну перемогу над останнім під Кіноскефалами). Квінкцій спеціально показався обложеним, що спонукало останніх звернутись до нього за заступництвом. В результаті за погодженням із консулом, котрий командував облогою, уклали перемир'я. Воно мало тривати до того часу, коли із Риму повернеться посольство етолійців, яке вирушило туди для отримання мирних умов. За цим армія Манія Ацилія покинула узбережжя Коринфської затоки та перейшла на зимові квартири до Фокіди.
Тим часом, поки римляни вели боротьбу під Навпактом, тепер вже союзний їм Філіпп V зайняв гірські області Долопію та Аперантію, котрі знаходились на північ від Етолії. Крім того, командуючий римською ескадрою Гай Лівій, який відплив з Керкіри до Пірею ще не знаючи про результат битви під Фермопілами, на своєму шляху розорив околиці Сами на острові Кефалленія та острів Закінф, мешканці яких раніше узяли сторону етолійців.

## Події 190р. до н.е
Римський сенат запропонував етолійцям на вибір або виплатити тисячу талантів, або віддати себе на ласку римлян, при цьому етолійці не змогли отримати жодних натяків, наскільки милостивим буде до них сенат у другому випадку. Як наслідок, мир так і не уклали.
На відміну від минулого року, етолійці узяли під охорону гірську дорогу на Навпакт. Враховуючи це, Маній Ацилій вирішив нарешті зайнятись Ламією, котру минулого літа своїм наказом врятував від облоги Філіппа V. Він виступив з Елатеї (місто у Фокіді) на північ до Маліди, розраховуючи раптово заскочити ламійців. Здійснивши останній перехід уночі, римське військо зі світанком досягло міста та атакувало мури. Втім, незважаючи на зрозумілу сум'ятицю, ламійці змогли чинити опір та стійко витримували приступ до опівдня. Відпочивши, римляни на наступний день почали новий штурм і за кілька годин захопили Ламію.
За цим Ацилій повів своє військо назад у Фокіду, а далі до Озольської Локриди, де напав на місто Амфіса. На цей раз узялись до облогових робіт та підвели до мурів численні тарани. Містяни (як це було минулого року при облозі Гераклеї Трахінської) не застосовували для протидії якихось власних машин, зате влаштовували постійні вилазки. Коли у підсумку стіна вже завалилась в кількох місцях, прийшла звістка, що на Балкани висадився новий консул Луцій Сципіон з військом у 13 тисяч піхотинців та 500 вершників, котрий вже досяг Маліди. Коли ж він підійшов до Амфісси, її мешканці покинули місто та замкнулись у цитаделі, яка вважалась неприступною.
У цей момент етолійці звернулись до консула з проханням або знизити розмір виплати, або надати гарантії недоторканності, проте той відмовився змінити рішення сената. Втім, головним завданням Сципіона був похід до Малої Азії проти сирійського царя, тому він погодився укласти із етолійціями чергове перемир'я. На цьому й закінчилась кампанія 190 р. до н. е. у Етолійській війні.

## Кампанія 189р. до н.е
Чергове етолійське посольство до Риму викликало лише роздратування серед сенаторів, оскільки етолійці не просили змилостивитись, а натомість обрали позицію нагадування про свої попередні заслуги у Другій Македонській війні. До того ж, саме тоді вони надали сприяння колишньому царю Афаманії (невелика гірська область у центральній Греції) Амінандру, який раніше прийняв сторону Антіоха ІІІ та був вигнаний зі своїх володінь, котрі відійшли до Філіппа V. Коли невдоволені зловживанням македонців афамани звернулись до колишнього володаря, Амінандр прибув на батьківщину із тисячею етолійських воїнів та вигнав залоги македонського царя. Філіпп вирушив проти нього із шеститисячним військом, проте потрапив на гірській дорозі у загрозливу ситуацію та змушений був спішно відступити. При цьому відокремлений ним від свого війська загін із тисячі воїнів, котрий мав утримувати одне з місцевих укріплень, зазнав рішучої поразки та виявився у більшій своїй частині втраченим.
У підсумку етолійське посольство вислали із Риму, так що війна повинна була відновитись. При цьому головний супротивник Риму Антіох зазнав у 190 р. до н. е. рішучої поразки в Малій Азії у битві при Магнезії, так що тепер римляни були вільні вислати на Балкани скільки завгодно великі сили. Втім, вони навіть не відчували за потрібне повернути сюди свою головну армію, котра у кампанії 189 р. до н. е. зайнялась замиренням малоазійських галатів. Проте Етолії ж виступив один із консулів Марк Фульвій, котрий на додачу до розташованих на Балканах загонів мав повноваження набрати 12 тисяч піхотинців та 600 вершників. Крім того, йому передавалась сильна ескадра — 30 квінквірем та 20 трирем — яку минулого року приготували для підсилення головного експедиційного флоту у війні з Антіохом.
Марк Фульвій висадився у Епірі, мешканці якого переконали його почати з облоги Амбракії (ця колишня еіпрська столиця наприкінці 230-х років до н. е. під час Деметрієвої війни була захоплена етолійцями, котрі утримали її і після Союзницької війни, незважаючи на вдалий напад Філіппа V у 219 р. до н. е.).  Етолійці не встигли увести до міста головні сили, проте все-таки вони розмістили тут свій загін, а вже після початку римлянами повноцінної облоги змогли провести підкріплення. Хоча через незрозумілі дії етолійського стратега, котрий командував загонами за межами міста, була втрачена можливість нанести ворогу важкі втрати під час однієї з нічних вилазок, проте захисники Амбракії бились відважно. Ані руйнація численних ділянок мурів, ані підкопи не приносили римлянам бажаного результату.
В той же час, етолійці не могли розраховувати на допомогу зі сторони будь-якої держави, з півночі на Афаманію нападали македонці, а у Коринфській затоці крейсували судна іллірійського царя Плеврата та ахейців, котрі загрожували спустошенням узбережжя Етолії та змушували відволікати на його охорону частину й так невеликих сил. Як наслідок, етолійці в черговий раз звернулись до римлян із проханням миру, бажаючи лише хоч якось пом'якшити надані їм раніше умови. За них клопотали представники союзних римлянам Родосу та Афін, крім того, до перемовин долучився афаманський цар Амінандр. Останньому вдалось умовити мешканців Амбракії капітулювати, при цьому римляни вивезли з міста лише твори мистецтва, а етолійській залозі надали право безперешкодного проходу.
При цьому здача Амбракії відбувалась на тлі обнадійливих для етолійців перемовин — суму штрафу їм зменшили вдвічі, до 500 талантів, надавши можливість виплатити 60 % суми протягом наступних шести років. Також переможених зобов'язали виключити зі свого союзу міста, котрі після 198 р. до н. е. (прибуття до Греції Тита Квінкція під час Другої Македонської війни) були узяті римлянами чи перейшли на їх сторону добровільно. Іншими умовами стали: зобов'язання воювати із ворогами Риму, видача всіх полонених та перебіжчиків, а також відмова від допомоги острову Кефалленія.        
Завершальним етапом боротьби став похід Марка Фульвія на Кефалленію, під час якого він зустрів суттєвий спротив зі сторони міста Сама та вимушений був узяти його в облогу, котра завершилась продажем всіх мешканців до рабства.